# Herb Staszowa
Herb Staszowa – jeden z symboli miasta Staszów i gminy Staszów w postaci herbu.

## Wygląd i symbolika
Herb przedstawia na czerwonej tarczy łódź z dwoma głowami lwów koloru żółtego, maszt–wieża koloru szarego.
Herb nawiązuje do herbu szlacheckiego Korab, którym posługiwał się Hieronim Łaski, właściciel Staszowa, który 11 kwietnia 1525 r. uzyskał dla niego prawa miejskie. 

## Historia

Herb Korab

Opis herbu zawiera m.in. „Herbarz Polski” Kaspra Niesieckiego z 1840 r. Herb, według Niesieckiego, powinien przedstawiać żółty korab na czerwonym tle, z szarym masztem. Tak samo w hełmie. Kiedyś maszt posiadał żagiel, potem za zasługi zamieniony został na wieżę. O tym, jak herb przywędrował do Polski, autor herbarza pisze tak:

Paprocki w "Gniaździe" powiada, od niejakiego rycerza nazwanego Miorsz: w pośledniejszej księdze o herbach twierdzi, że z Anglji przyszedł z tymże kawalerem: Bielski poświadcza o Anglji; inni mówią, że go Robert biskup Krakowski pierwszy wniósł do Polski. Parisius domyśla się, że ten herb nabyty od Sarmatów Wandalczyków, gdy Francyą z książęciem Krokiem pustoszyli w wieku piątym, kędy wiele miast portowych, dobyli. (...) Ztąd wnosi Parisius, że tym, którzy się w tej expedycji popisali, nadany za herb Korab. Albo też za Justyniana Cesarza, o którym z Cedrena powiada, że Hunnowie Słowacy, gdy najeżdżali Tracyą, i zawsze z wielką korzyścią wychodzili, Justynian Cesarz kazał wielkie nawy porobić, i na Dunaj rzekę spuścić, żeby tym sposobem zagrodził drogę najezdnikom. Słowacy jednak jedne z nich potopili, drugie zabrali: Tym którzy do tego największym powodem byli, być może, że na pamiątkę Korab się w herbie dostał.

W XVIII i XIX wieku Staszów używał jako godła dwugłowego czarnego orła pod srebrnym toporem – topór nawiązywał do herbu ówczesnych właścicieli miasta, Tęczyńskich. Zmiana nastapiła w połowie XVII wieku.